# 乱気流

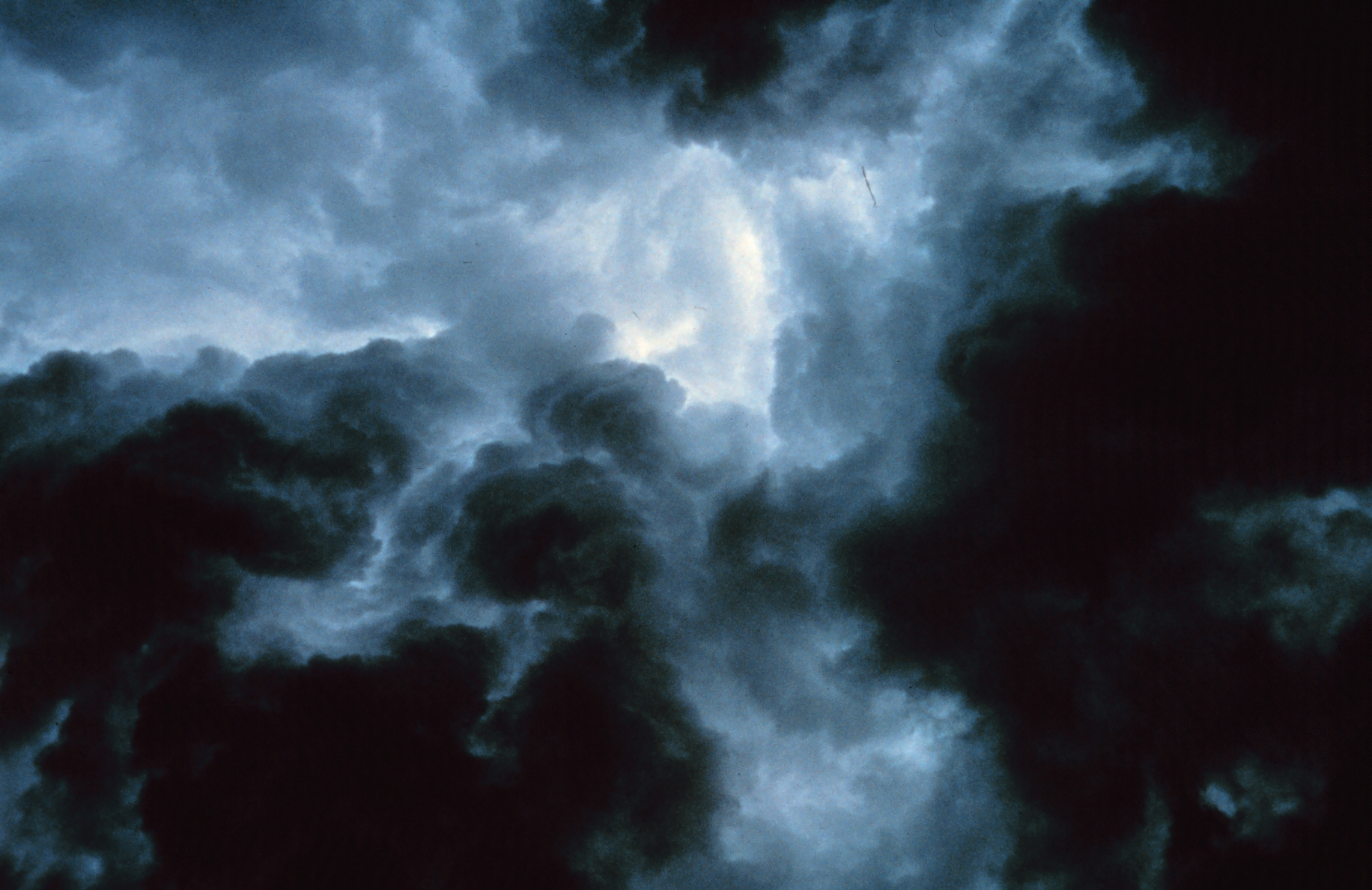
乱気流の先端の生じた雲。雲の動きから、乱気流の大体の流れを見ることができる。

乱気流（らんきりゅう）とは、大気中に生じる気流の乱れ、またそれが生じている場所。一般的には航空機に動揺を与えるほどの気流をいうことが多い。水滴が含まれる乱気流は、雲の目視、レーダーを用いて検知する。

## 概要

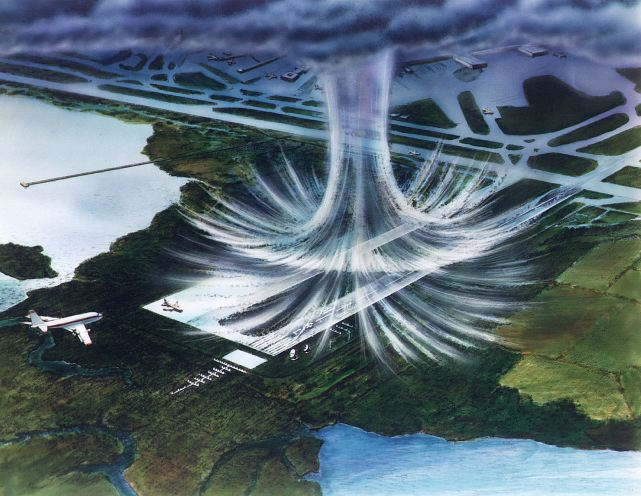
マイクロ・バースト

乱気流は気象学上はその成因によって分類される。具体的には、晴天乱気流（Clear Air Turbulence:CAT）、雲中乱気流（INC TURB）、山岳波による乱気流（Mountain Wave:MTW）の3種類に分けられる。
これらは高度によって、それぞれ高高度（フライトレベル24,000ft（FL240）以上）、中・下層（フライトレベル2,000～24,000ft（FL020～240））、低層（フライトレベル2,000ft（FL020）以下）に分けることができる。
一方、実用的な分類として、目視で確認できるVisible TurbulenceとそうでないInvisible Turbulenceの二つに区別する分類もみられる。このうちVisible Turbulenceは、層雲（層雲状の雲）の中の乱気流と対流雲（積雲状の雲）の中の乱気流に分類する。また、Invisible Turbulenceは、晴天乱気流（Clear Air Turbulence）、山岳波乱気流（Mountain Wave）、下降噴流（ダウンバースト、Downburst）、熱乱気流（Thermal Turbulence）、翼端渦乱気流（Wake Turbulence）に分類する。このうちWake Turbulence（翼端渦乱気流）は後方乱気流とも訳される。

## 気象学上の分類
大気中に発生する乱気流は、先述のように気象学上その成因によって分類される。一般的には晴天乱気流、雲中乱気流、山岳波による乱気流の3種類に分けられる。

### 晴天乱気流
晴天乱気流（Clear Air Turbulence:CAT）は、晴天域またはCi域で発生する乱気流で、上層雲によって確認できる場合もあるが、多くは雲を伴わないものをいう。

### 雲中乱気流
雲中乱気流（INC TURB）は、積乱雲などの雲の中で上昇気流または下降気流を発生するものをいう。

### 山岳波による乱気流
山岳波による乱気流（Mountain Wave:MTW）は、強風が山岳を通過するとき、風下側に発生するものをいう。

## 乱気流の強度
| 乱気流の強度 | 加速度計の変動幅 | 体感 |
| ------------ | ---------------- | --- |
| 弱           | 0.5g以下         | やや動揺を感じるが腰が浮くほどではない。                                                                                                 |
| 並           | 0.5-1.0g         | 航空機の姿勢や高度はかなり変動するが、制御可能。機速に小変動あり、歩行は困難、体はベルトで締め付けられる。固定していない物体は移動する。 |
| 強           | 1.0gより大       | 航空機の姿勢や高度が急速に変わり、一時的に制御不能となる。機速の変動大、体はベルトで激しく締め付けられる。固定していない物体ははね回る。 |

## 後方乱気流

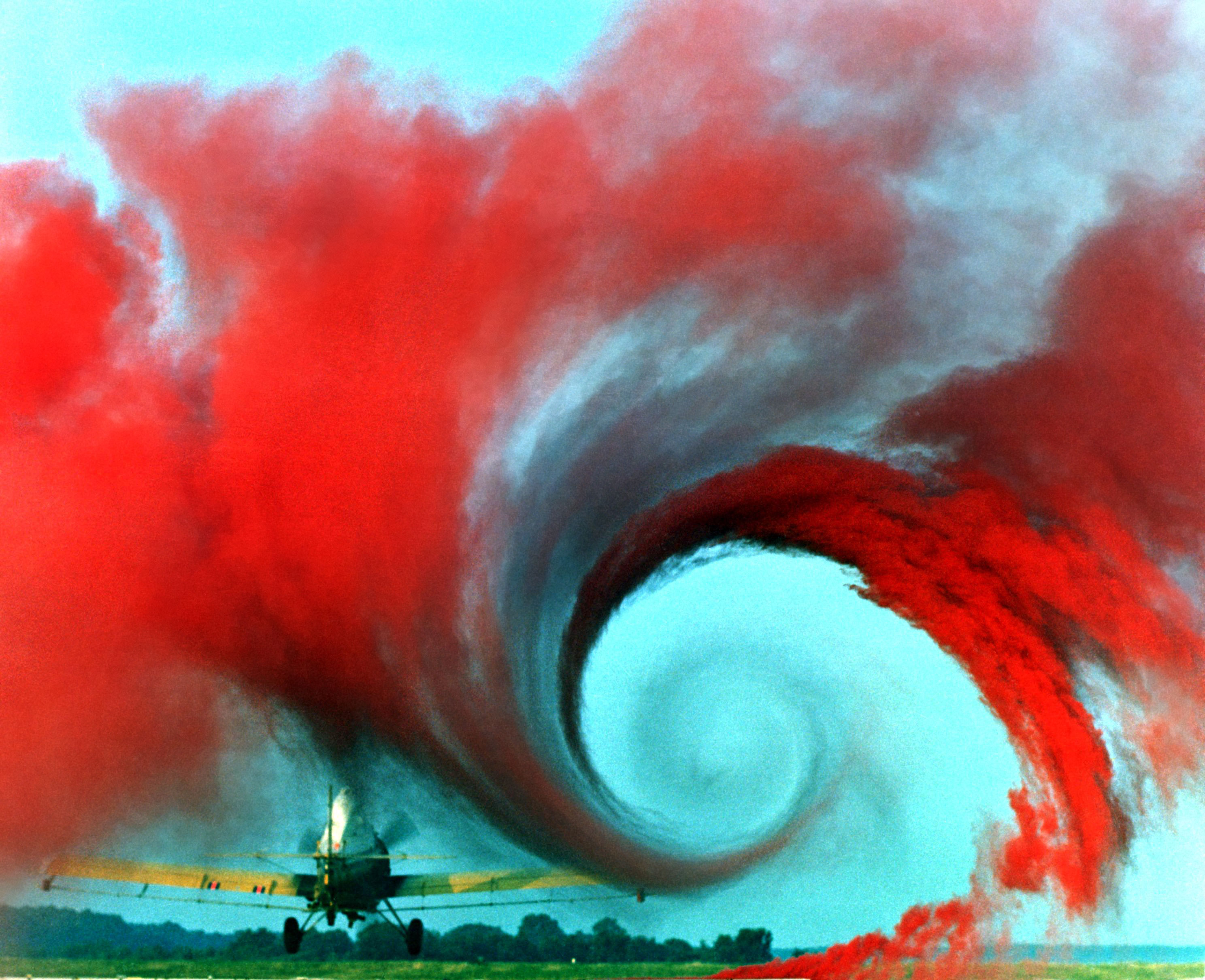
赤い煙により可視化された小型機のウェイク・タービュランス

航空機の飛行中、翼の上下面の圧力差によって後方乱気流（ウェイク・タービュランス、Wake Turbulence）と称する渦が発生する。特に飛行速度が遅い離着陸時の大型機では、後方乱気流は強くなり後続機に影響を与える。

## 航空機への影響

### 機体変化
乱気流に航空機が巻き込まれると、垂直加速度に大きな変化がみられ、ピッチング（航空機に生じる機首を上下に振る縦揺れ）やローリング（飛行機が左右に傾く横揺れ）などのロール角の変化を生じることもある。

### ウインドシア
大気中において垂直方向または水平方向の風向や風速に大きな差がある状態（風の断層）をウインドシア（wind shear）といい、晴天乱気流と雲中乱気流並んで機体動揺事故の原因となっている。

### 予測の課題
乱気流のうち特に晴天乱気流は目に見えにくく、水平的にも垂直的にも存在位置は一定しないなど予測が難しい。また、乱気流の発生は、機体の大きさ、重量、主翼のスパン、翼面荷重、速度、姿勢等の機体側の因子も大きく作用しているため正確な予測を一層難しくしている。
宇宙航空研究開発機構（JAXA）では飛行機の進行方向にレーザー光を発射し、塵に当たって反射した光を受信することで塵の動きから乱気流を検知する「乱気流事故防止機体技術」（SafeAvio）を開発している。

### 機内の安全
乱気流で機内の安全を図るのに有効な方法は、身体の重心部（下腹部）の固定でありシートベルトの着用とされる。
日本の運輸安全委員会が機体動揺事故18件を調べたところ、発生時のベルト着用サインの状況は点灯、消灯ともに9件であるが、点灯後すぐに機体が動揺したためシートベルトを着用する間もなく負傷したケースもある。

### 事故例
- 1997年4月14日 - 日本航空所属のボーイング747-400型がシャルルドゴール空港から新東京国際空港（当時）へ向けて飛行中、14時50分ごろに大子の南方約50km、気圧高度15,000ft付近において乱気流に遭遇した事故[3][6]。乗組員18名及び乗客270名計289名のうち1名が重傷、8名が軽傷を負った[6]。
- 1997年12月28日 - ユナイテッド航空所属のボーイング747型機が北太平洋上空で晴天乱気流（CAT）に遭遇した事故[3]。ボーイング747型機の機体損失事故参照。
- 2003年5月21日 - 海上自衛隊の多用機U−36Aが岩国航空基地で墜落炎上し、乗員4名が死亡した事故[5]。後方乱気流の影響の顕著な例とされる[5]。
- 2024年5月21日 - シンガポール航空321便乱高下事故。1人が死亡。